# Mob Rules
«Mob Rules» — десятий студійний альбом англійської групи Black Sabbath, який був випущений 4 листопада 1981 року.

## Композиції
1. Turn Up the Night — 3:42
2. Voodoo — 4:32
3. The Sign of the Southern Cross — 7:46
4. E5150 — 2:54
5. The Mob Rules — 3:14
6. Country Girl — 4:02
7. Slipping Away — 3:45
8. Falling Off the Edge of the World — 5:02
9. Over and Over — 5:28

## Склад
- Ронні Джеймс Діо — вокал
- Тоні Айоммі — гітара
- Ґізер Батлер — бас
- Вінні Аппісі — ударні